# Juanma Ortiz
Juan Manuel Ortiz Palazón, detto Juanma (Guardamar del Segura, 1º marzo 1982), è un ex calciatore spagnolo, di ruolo centrocampista.